# Nikola Mušmov
Nikola Mušmov (in bulgaro Никола Мушмов?; Struga, 14 maggio 1869 – Sofia, 31 gennaio 1942) è stato un numismatico e museologo bulgaro.

## Biografia
Mušmov seguì per diversi semestri i corsi di scienze politiche alla Sorbona di Parigi, ma a causa della mancanza di fondi si fermò e tornò in Bulgaria. Nel luglio 1898 fu un delegato della società macedone di Provadija al quinto congresso del Supremo comitato macedone.
In seguito si interessò di musealizzazione. Per molti anni lavorò come segretario e contabile (1894 - 1918) al Museo archeologico nazionale di Sofia. Solo nel 1918 fu nominato dal direttore, Bogdan Filov, curatore del Dipartimento numismatico. Dal 1928 al 1931 è stato direttore del Museo nazionale.
Grazie alla sua natura dolce, al suo estro e ai buoni contatti, riuscì ad assicurare al museo una serie di notevoli tesori di monete (Reka Devnja, Bazaurt, Nikolaevo) e diverse grandi collezioni private (Vasil Avramov, ecc).
Per pubblicare nel 1912, il suo libro Antiche monete della penisola balcanica, ipotecò la sua casa a Sofia. Non fu mai in grado di recuperare il suo investimento per l'iper-inflazione causata dalla guerra.
Studiò principalmente la numismatica antica e medievale. È autore di 6 monografie e di oltre 90 articoli e rapporti scientifici.
Mušmov fu membro fondatore effettivo dell'Istituto Archeologico bulgaro (1920), nonché membro della società storica a Sofia, della società scientifica numismatica francese, della Royal Society e di altre società numismatiche. È stato uno dei fondatori, nel 1923, dell'Istituto scientifico macedone.

## Pubblicazioni
È stato autore di diversi testi di numismatica, compreso il rapporto del tesoro di Reka Devnja e Le antiche monete della Penisola balcanica le monete degli zar bulgari (Античните монети на Балкански полуостров и монетите на българските царе), pubblicato nel 1912.
La loro importanza è ancora rilevante: il tesoro di Reka Devnja è tuttora una delle migliori misure della rarità relativa tra le monete romane del II secolo.